# Camilla Nyquist
Camilla Nyquist, född {10 oktober 1979, är en svensk före detta friidrottare (medeldistanslöpare) som tävlade för klubben IK Ymer. Under åren 2001 till 2004 vann hon två SM-guld utomhus på 800 meter och två inomhus. Hon kunde på grund av skador inte ställa upp i inne-SM 2005 och hade sommaren 2005 fortfarande skadeproblem.

## Personliga rekord
| Utomhus - 400 meter – 55,45 (Göteborg 6 juli 2002) - 800 meter – 2:03,51 (Stockholm 16 juli 2002) - 1 500 meter – 4:22,74 (Gävle 18 augusti 2002) | Inomhus - 400 meter – 59,05 (Göteborg 13 januari 2001) - 800 meter – 2:06,43 (Malmö 23 februari 2002) - 800 meter – 2:08,08 (Glasgow, Storbritannien 24 januari 2004) - 1 500 meter – 4:28,23 (Malmö 29 februari 2004) |